# Deu plagues d'Egipte

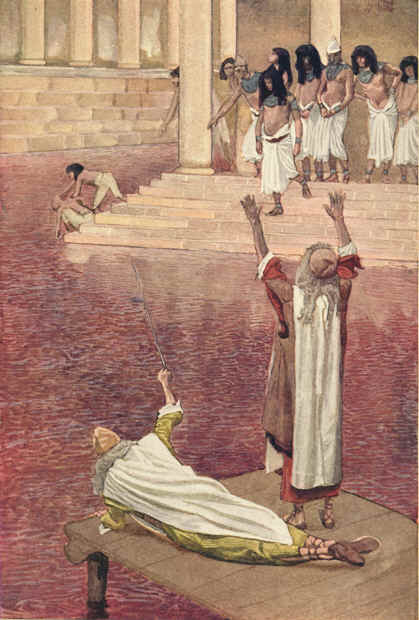
L'aigua es transforma en sang, pintura de James Tissot

Les deu plagues d'Egipte (מכות מצרים o Makot Mitzrayim en hebreu) són una sèrie de calamitats sobrenaturals amb les quals, segons l'Antic Testament i la Torà, Déu va castigar els egipcis per tal que el faraó deixés partir els hebreus d'Egipte.

## El començament de les malediccions (Èxode 5:1-5:9, 7:8-7:13)
La narració es troba en el segon llibre del Pentateuc, l'Èxode (en hebreu Shemot). Aquest llibre descriu com Moisès i el seu germà Aaron adverteixen el faraó que, si no allibera el seu poble, Déu els castigaria, de manera successiva, amb deu grans mals que caurien sobre Egipte. Segons el relat, només després de l'última plaga el rei d'Egipte deslliuraria el poble hebreu de l'esclavitud.
Moisès i Aaron es van apropar al faraó, i li van lliurar la demanda encomanada per Déu, que exigia que els esclaus israelites poguessin sortir d'Egipte per tal que poguessin adorar el seu Déu lliurement. Després d'una primera negativa del faraó, Déu va enviar a Moisès i a Aaron altra vegada a mostrar-li un miraculós signe d'advertiment. La vara d'Aaron es va convertir en una serp. Els bruixots del faraó també van poder convertir una vara en serp, no obstant això, l'altra serp es va empassar les serps dels bruixots. Amb tot el faraó va rebutjar les peticions dels germans.

## Les 10 plagues

### 1 - L'aigua transformada en sang (Èxode 7,14-24)
La primera plaga va ser la de la sang. Déu va donar instruccions a Moisès perquè digués a Aaron que aixequés el seu bàcul sobre el riu Nil. Com a conseqüència, tota l'aigua es va convertir en sang, matant tots els peixos del riu i omplint Egipte d'una olor fètida durant set dies. Els bruixots del faraó van demostrar llavors que també ells podien convertir l'aigua en sang, i el faraó, per tant, no va cedir davant les demandes de Moisès.

### 2 - Les granotes (Èxode 7:25-8:11)
La segona plaga d'Egipte van ser les granotes. Déu va donar instruccions a Moisès que digués a Aaron que estirés la seva vara sobre l'aigua i llavors les granotes van sortir de les aigües i van envair Egipte. Els bruixots del faraó van ser capaços de duplicar aquesta plaga amb la seva màgia. No obstant això, atès que no van poder eliminar la plaga, el faraó es va veure obligat a concedir a Moisès el permís de sortir d'Egipte, a canvi que aquest accedís a acabar la plaga. Moisés va deixar que el Faraó triés el moment en el qual acabaria la plaga. El Faraó va triar com a data l'endemà, i totes les granotes van morir a l'hora assenyalada. No obstant això, el Faraó va revocar la seva autorització, i els israelites van romandre a Egipte.

### 3 - Els mosquits (Èxode 8:12-15)
La tercera plaga d'Egipte van ser els mosquits, que es van apoderar d'Egipte.

### 4 - Els tàvecs (Èxode 8:16-28)
La quarta plaga d'Egipte van ser els tàvecs, que atacaven a persones i bestiar. El text bíblic remarca que les feres van atacar només els Egipcis i que no va afectar els hebreus. El faraó va demanar a Moisès que eliminés aquesta plaga i va prometre, a canvi, permetre als israelites la llibertat. No obstant això, un cop la plaga havia desaparegut, el faraó es va negar novament a mantenir la seva promesa.

### 5 - La pesta (Èxode 9:1-7)
La cinquena plaga d'Egipte va ser una terrible pesta que va exterminar els bestiar dels egipcis; ja fossin cavalls, rucs, camells, vaques, ovelles o cabres. El bestiar israelita va resultar, una vegada més, il·lès. Altra vegada, el faraó no va fer concessions.

### 6 - Les úlceres (Èxode 9:8-12)
La sisena plaga d'Egipte va ser una malaltia cutània que produïa úlceres i grans nafres. Déu els va dir a Moisès i Aaron que cadascun prengués dos grapats de sutge d'un forn, el qual Moisès va dispersar en el cel en presència del Faraó. El sutge va provocar úlceres al poble i bestiar Egipci.

### 7 - La pedregada (Èxode 9:13-35)
La setena plaga d'Egipte va ser una destructiva pedregada. Déu va dir a Moisès que estirés la seva vara cap al cel, punt en el qual la tempesta va començar una pedregada amb llamps com mai s'havia vist a Egipte. La tempesta va danyar greument als horts i cultius egipcis, així com a les persones i al bestiar. La tempesta va assotar tot Egipte excepte la regió de Goixen on vivien els israelites. El Faraó va demanar a Moisès que eliminés aquesta plaga i va prometre permetre als israelites adorar a Déu en el desert, dient que Aquesta vegada reconec que he pecat; el Senyor és just, i jo i el meu poble som culpables. Com una demostració de domini de Déu sobre el món, la pluja es va aturar tan aviat com Moisès va començar a pregar a Déu. No obstant això, després que la tempesta cessés, el Faraó de nou va endurir el seu cor i es va negar a mantenir la seva promesa.

### 8 - Les llagostes (Èxode 10:1-20)
La vuitena plaga d'Egipte van ser les llagostes. Abans de la plaga, Moisès va arribar al faraó i el va advertir de la imminent plaga de llagostes. Els funcionaris del faraó li van suplicar que permetés que els israelites fossin lliures, ja que sinó patirien els efectes devastadors d'una plaga de llagostes, però el faraó no cedí. El faraó va proposar llavors que els homes israelites serien autoritzats a anar a adorar Déu, mentre que les dones, nens i bestiar es quedarien a Egipte. Moisès va demandar que hi havien d'anar tots, amb els seus fills i animals, però el faraó s'hi va negar. Déu llavors va dir a Moisès que estirés la seva vara sobre Egipte i va venir un vent de l'est. El vent es va mantenir fins a l'endemà, portant un eixam de llagostes. El núvol va cobrir el cel i va consumir la resta dels cultius egipcis, devorant tots els arbres i les plantes. El faraó va tornar a demanar-li a Moisès que eliminés aquesta plaga i es va comprometre a permetre que tots els israelites poguessin adorar a Déu en el desert. La plaga va desaparèixer, però un cop més no va permetre als israelites sortir.

### 9 - La tenebra (Èxode 10:21-29)
En la novena plaga, Déu digué a Moisès que estirés les seves mans al cel, perquè la foscor caigués sobre Egipte. Aquesta foscor era tan pesada que un egipci podia sentir-la físicament. Va durar tres dies, temps durant el qual només va haver-hi llum a les cases dels israelites. El faraó llavors va fer venir Moisès i li va dir que deixaria sortir tots els israelites si les tenebres es retiraven de la seva terra. No obstant això, va exigir que les ovelles i vaques es quedessin; Moisès ho va rebutjar i va dir que en poc temps el faraó oferiria molts animals per ser sacrificats. El faraó, indignat, va amenaçar amb executar Moisès si tornava a aparèixer davant d'ell. Moisès va respondre que, en efecte, que no tornaria a visitar el faraó.

### 10 - La mort dels primogènits (Èxode 11,1-12;29-51)
La desena i última plaga va ser la mort de tots els primogènits d'Egipte. Déu va ordenar als hebreus marcar les portes amb la sang d'un anyell o cabrit, i d'aquesta forma no entraria a casa seva per matar els primogènits. Aquella nit Déu va fer morir els primogènits d'Egipte, tant d'homes com d'animals, incloent-hi el fill del faraó. Finalment, aquesta plaga va convèncer el faraó que havia d'alliberar els hebreus.

## Interpretació científica
Experts de tot el món ofereixen diverses explicacions científiques, moltes vegades controvertides, que explicarien les deu plagues bíbliques i l'èxode massiu del poble hebreu d'Egipte.
En el documental El secret de les deu Plagues, de National Geographic, miren de donar una sèrie d'explicacions climatològiques sobre com podrien haver-se produït les 10 plagues de manera natural. Per exemple, expliquen que la causa podria haver començat amb l'erupció del volcà de l'illa de Santorini, a Grècia, entorn de l'any 1500 aC que haurien provocat terratrèmols que causarien fuites de diòxid de carboni i de ferro prop del Nil, els quals en entrar en contacte amb l'oxigen, formant hidròxid de Ferro|ferro. Aquest, faria tornar l'aigua de color vermell, desencadenant la sèrie de successos que explicarien les deu plagues. La falta d'oxigen generada per la precipitació de l'hidròxid de sodi en l'aigua, provoca que tots els peixos morin. Això dona origen a la segona plaga, les granotes, que a diferència dels peixos, poden sortir de les aigües contaminades. La manca d'aigua neta crea l'ambient propici per a l'aparició dels polls (tercera plaga), les mosques (quarta plaga) i les pidèmies bacterianes entre els éssers humans i els altres animals (cinquena plaga). Paral·lelament, el diòxid de carboni barrejat amb l'aire va induir la gent a una espècie de coma, reduint la circulació sanguínia en la pell causant granellades (sisena plaga). La calamarsa amb foc, al que els científics criden calamarsa volcànica (setena plaga), era procedent de l'erupció de Santorini. Quan el núvol de cendres arriba a l'estratosfera, es barreja amb la humitat i forma una pedra molt similar a la calamarsa. Les baixes temperatures provoquen que núvols de llagostes en massa es posin a Egipte (vuitena plaga). El núvol de cendres de 40 km d'altura per 200 km de diàmetre arriba al delta del Nil i provoca foscor (novena plaga). Després de la cerimònia que Moisès havia ordenat realitzar als israelites - i que acabaria sent coneguda com el sopar de Pasqua, els egipcis dormien. Llavors, la fuga de gas que havia provocat les primeres plagues per fi va entrar en erupció. El diòxid de carboni es va filtrar a la superfície, i atès que és més pesat que l'aire, mataria per asfíxia a la gent que dormia abans de dissipar-se en l'atmosfera. Com que els primogènits dels egipcis gaudien de privilegis per ser els hereus de les propietats i altres béns, dormien en llits egipcis, gairebé al terra, mentre que els altres membres de la família dormien en els segons pisos. Els israelites, sense adonar-se del que passava, van pintar amb la sang del primogènit animal dels jueus esclavitzats les portes de les seves cases per evitar que succeís el mateix que amb els primogènits Egipcis.